# Бусирис (митология)
Бусирис (на старогръцки: Βούσιρις, Busiris) в гръцката митология е египетски цар. Той е син на Посейдон и на Лисианаса или на Анипа. Построява Тива.
Бусирис e жрец на Осирис, на когото всяка година пренася хора в жертва. Той успява да залови Херакъл, за да го пренесе като жертва на Осирис. Но Херакъл успява да се освободи и убива Бусирис и неговия син Амфидамас.